# Tim Hänni
Tim Hänni (* 13. Oktober 1996 in Köniz) ist ein Schweizer American-Football-Spieler auf der Position des Defensive Tackles.

## Werdegang
Hänni, der in der Jugend mehrere Jahre im Unihockey aktiv war, begann 2011 in der U19-Mannschaft der Bern Grizzlies mit dem American Football. Er wurde zunächst als Tight End eingesetzt, wechselte aber früh in die Offensive und Defensive Line. 2014 wurde er mit den Grizzlies Sieger des Swiss Junior Bowls. Im Alter von 17 Jahren wurde er zudem in die Schweizer Junioren-Nationalmannschaft berufen. In seiner ersten Herren-Saison 2016 gewann er mit den Grizzlies die Schweizer Meisterschaft. Nach der Saison wurde er teamintern als Rookie des Jahres ausgezeichnet. Im Herbst 2017 debütierte er in der Schweizer Nationalmannschaft.
Im Dezember 2021 gaben die Hamburg Sea Devils aus der European League of Football (ELF) die Verpflichtung von Hänni für die Saison 2022 bekannt. Bei den Hamburgern war Hänni Stammspieler auf der Position des Defensive Tackles. In der regulären Saison trug er unter anderem mit 41 Tackles und sechseinhalb Sacks zum Gewinn der Northern Conference bei. Für seine Leistungen wurde er in das erste All-Star Team gewählt. Die Sea Devils erreichten das Finale in Klagenfurt, das jedoch gegen die Vienna Vikings verloren ging. Im Oktober nahm Hänni am NFL International Combine in London teil.
Für die ELF-Saison 2023 unterschrieb Hänni einen Vertrag beim neu gegründeten Franchise Helvetic Guards. Hänni wurde in der Saison 2023 als Teil der ELF Top 100 auf dem zwanzigsten Platz geführt und war Teil der Dokumentation "Beyond the Huddle".

## Statistiken
| Jahr                            | Team               | Spiele | Starts | Tackles | Tackles | Tackles | Tackles | Tackles | Passverteidigung | Passverteidigung | Passverteidigung | Passverteidigung | Fumbles | Fumbles | Fumbles | Sonstiges | Sonstiges |
| Jahr                            | Team               | Spiele | Starts | Total   | Solo    | Ast     | TFL     | Sack    | INT              | Yds              | TD               | BrUp             | FF      | FR      | TD      | Blk       | Saf       |
| ------------------------------- | ------------------ | ------ | ------ | ------- | ------- | ------- | ------- | ------- | ---------------- | ---------------- | ---------------- | ---------------- | ------- | ------- | ------- | --------- | --------- |
| European League of Football     |                    |        |        |         |         |         |         |         |                  |                  |                  |                  |         |         |         |           |           |
| 2022                            | Hamburg Sea Devils | 12     | 11     | 41      | 31      | 10      | 14,5    | 6,5     | 0                | 0                | 0                | 0                | 1       | 2       | 0       | 0         | 1         |
| 2023                            | Helvetic Guards    | 12     | 11     | 47      | 23      | 24      | 13,5    | 2,5     | 0                | 0                | 0                | 1                | 1       | 1       | 0       | 1         | 0         |
| ELF Gesamt                      | ELF Gesamt         | 24     | 22     | 88      | 54      | 34      | 28,0    | 9,0     | 0                | 0                | 0                | 1                | 2       | 3       | 0       | 1         | 1         |
| Quellen: sportsmetrics.football |                    |        |        |         |         |         |         |         |                  |                  |                  |                  |         |         |         |           |           |